# 火星文
火星文，字面上解作火星人文字，但實際上是指一类網絡語言。随着互联网的普及，年轻网民為求方便或彰顯個性，开始大量使用同音字、音近字、特殊符号来表音的文字。由于这种文字与日常生活中使用的文字相比有明显的不同，文法也相当奇异，難以讀懂，故稱為火星文，取「地球人看不懂的文字」的諷刺效果。“火星文”这种称法最早出现于台湾社会，随即流行于香港、中國大陸和海外华人社会，成为中文互联网上特色。
中國大陸對火星文定義有兩種，具體如下：
- 狹義：由符号、繁体字、日文、韩文、生僻字或汉字拆分后的部分非正规文字符号组合而成的文字符号，在不了解“火星文”的人面前，就类似一团乱码。
- 廣義：包含不规范的网络语言，由标点、符号组成的“颜文字”等多种形式的文字。

## 起源
根據考證，火星文最先起源於台灣，因倉頡、注音等繁體輸入法出現，網友在輸入時會出現一些錯字，久而久之，大家都明白常見錯字的意思，默認就用了。
此外，台灣知名的遊戲公司遊戲橘子代理韓國製線上遊戲《天堂》，造成當地一股線上遊戲的熱潮。在這些線上遊戲中有個特殊的現象，就是玩家之間在線上聊天時，往往會在文字間摻雜一些注音符號和表情符號，例如：「要ㄑ冒險ㄉ人來找我ㄛ！^_^」（要去冒險的人來找我喔！^_^）此為火星文現象的起源。
網路普及以後，大量年輕族群也成為忠實的網友。火星文於是作為一種網路次文化而出現。火星文的使用群體多為使用網路頻數最高的青少年，他們利用MSN等聊天工具和BBS將火星人文傳播並迅速流行。青少年的同儕認同心理、遊戲心理、以及表榜自我的個性都使得火星文得以流行。
而「火星」二字，多認為來自於2001年周星馳的喜剧電影《少林足球》里周星驰对赵薇说:“你快回火星吧，地球是很危险的。”。

## 分類
火星文種類繁多，而且沒有統一標準，可以为简、繁文字以及异体字或者是英文、日文等外语的混合，甚至产生同一句由不同人解讀可能有完全不同的結果。
也正因火星文沒有嚴格的定義，有些文字可能曾經是火星文，但是在長期使用中變成一種約定成俗的通用文字，故不再被視為火星文。
以下列出幾種常見的火星文形式。

### 來自方言或外語
港女文
港女文是火星文的一種，泛指香港女性網民（港女），於互聯網輸入文字時的獨有文法，為語言密碼的一種形式。
由不同香港女性網民打出的港女文，其遣詞用字，同一個字詞可以有兩個甚至三四個寫法。港女文由多個文字異變的結果綜合，其字幾可辨認，其文則含混不清，即把一些正統中文，改為一些外界看得一頭霧水的語言。其中一種情況，是將非以粵語為母語人士，將講廣東話時不純正的發音，再轉以粵音寫成。原因乃近年新來港人士湧入，這班被網民稱為「假港」的人，由於自小熟練普通話的四聲聲調發音，但對廣東話的九個聲調發音，存有極大差異。在不糾正語音的情況下，他們創造了發音不正常的偽廣東話情況，例如：
| 本字 | 粵音 | 普通話讀音 | 與普通話讀音相似的粵字 | 相似字粵音 |
| ---- | ---- | ---------- | ---------------------- | ---------- |
| 我   | ngo5 | wǒ         | 禾                     | wo4        |
| 點   | dim2 | diǎn       | 典                     | din2       |
| 好   | ho2  | hǎo        | 巧                     | haau2      |

例子：
- 「我點算好？」（我該怎麼辦？）寫成「禾典扇巧？」。

港女圈內以寫此類文章為榮。此文字最常出現在港女經常使用的MSN即時通訊軟件、Xanga等網誌（Blog)上。某些已被港女意識形態影響的香港男性網民，可能出於跟風，也常常使用此文字。
客家話用語（以國語諧音表示）
- 嘿咩，就是說阿！（係咩，就是說阿！→是不是，就是說啊！）
- 崖（我）
- 麥怪（乜野→什麼）

日文用語
- 你是我的好麻吉！（英文match翻成日語，再翻成中文類似的音譯為「麻吉」，實際為「夥伴」的意思）
- 私今天沒事做。（是日文「我」的意思）
- 紅豆泥？（日語，意為「真的嗎？」）

### 同音、近音字
台灣常用的注音輸入法和大陆常用的拼音输入法，要完成一個文字的輸入，需要在輸入完整的字音後，再加上選字方能完成。但中文同音字的情況相當多，結果產生了許多不選字的使用者（大多是因為求快，懶得選字。也有少部份是國文能力不佳，沒有選字能力），而使得文章出現大量的同音別字。部份90後中国大陆人喜歡用一些同音字或同形字、近形字表達。（详見：腦殘體）
- 我最喜歡再空閒的時候看輸了。（「再」應為「在」；「輸」應為「書」）
- 生並了（生病了）
- 難澎油（男朋友）
- 女油（女友）
- 捰朱道惹（我知道了）
- 捰沒有要企的啦（我沒有要去）
- 好久不件（好久不見）
- 林老師哩（台語「恁老師哩」。有貶低對方老師的含意）
- 醉曖倪惹（最愛你了）
- 腦婆 捰曖倪（老婆 我愛你）
- 腦公 捰野曖倪（老公 我也愛你）
- 美女粉回（美女很肥）
- 偶洗翻泥（我喜歡妳）
- 偶口以跟你作朋友嗎？（「偶」應為「我」；「口」應為「可」）
- 偶講滴素台灣狗椅（我講的是台灣國語）
- 偶醉洗翻載空嫌滴淑後看輸哩（我最喜歡在空閒的時候看書了）

### 多字合一
也有將多個字合在一起表示的情況，或是使用發音相近的字取代原本的文字。
例：醬很好阿！（「醬」表示「這樣」的合音）
例：嫑醬做！（「嫑」表示「不要」的合音，「醬」同上）

### 注音、拼音文
部份網路使用者偷懶，將完整的注音（台灣）、拼音（大陸）精簡化，取其聲母來代表原本的文字，各自形成了特有的網路語言。
- 我愛我ㄉ家人。（「ㄉ」應為「的」）
- ㄋ們好ㄚ！（「ㄋ」應為「你」；「ㄚ」應為「啊」）
- 偶ㄞ\\泥-->我愛妳（特別強調十分愛）
- 老ㄆ（pp）（老婆）
- ㄊㄋㄋㄉ/TNND（髒話「他奶奶的」）
- ㄊㄇㄉ/TMD（髒話「他媽的」）
- ㄏㄏ/hh（語氣「哈哈」或「呵呵」）
- Idre (愛得勒) 稱讚、喜歡的意思。
- 爽丫丫

### 以英數字及符號代替中文字
直接使用發音或意義相關的符號來取代字
- 3Q（英語“thank you”的音译，日本亦有該用法）
- 你↓到我了！（使用「↓」取代「吓」字，國語「下」與「嚇」同音）
- 520（我愛妳）
- @@  （暈了）
- ^.^ （可愛）
- ===# （抽煙）
- 88(886)［拜拜（拜拜了）］
- の（的、之。來自日文平假名）
- GG(英文中的「Good Game」，意指「完蛋了」)

### 生僻字
| 火星文字詞 | 讀音 | 本意                                                   | 火星文意（“字面意思”）                         |
| ---------- | ---- | ------------------------------------------------------ | ---------------------------------------------- |
|            |      | 光明                                                   | “開火”二字的簡體字上下合體版、霸气、彪悍、制霸 |
|            |      | 古同“炯”，明亮有神                                     | 尷尬、無奈、真受不了、被打敗了                 |
|            |      | 古同“梅”                                               | 很呆、很傻、很天真                             |
|            |      | 古同“天”                                               | 王八                                           |
|            |      | 古同“溺”，沉沒；沉溺                                   | 溺水                                           |
|            |      | 象声词，石头撞击声                                     | 石头相撞                                       |
|            |      | 有疵点的玉                                             | 有瑕疵的玉                                     |
|            |      | 蒙古语。指围起来的草场，多用于村镇名。今多译作“库伦”。 | 四面八方                                       |
|            |      | 古同“光”                                               | 火化                                           |
|            |      | 古同“叫”                                               | 大声叫                                         |
|            |      | 方言，只要                                             | 只要                                           |
|            |      | 方言，不要                                             | 不要                                           |
|            |      | 欲望                                                   | 好心                                           |
|            |      | 古同“仁”，仁爱；亲                                     | 三心二意                                       |
|            |      | 天空晴朗无云                                           | 天亮                                           |
|            |      | 同“犟”，固執，強硬不屈                                 | 強力                                           |
|            |      | 功夫，勉學；役工                                       | 功夫                                           |
|            |      | 擾亂、戲弄；在廣東話中表示生氣                         | 「3P」或白富美；在廣東話中表示生氣             |
|            |      | 嬌媚、柔弱、妖嬈、戲弄                                 | 「3P」或高富帥                                 |
|            |      | 毛色黃白相雜的馬                                       | 馬皇，指馬英九，是種戲謔的用法。               |
|            |      | 指八九十岁的年纪，泛指老年                             | 老毛，指毛泽东，是種调侃的用法。               |
|            |      | 同「麼」，可用作疑問或者停頓。                         | 表示「三小 （页面存档备份，存于）」            |

脑残体是中国大陆一部分网民对于这种网络语言的蔑称。这种网络语言的特点是，利用形近或音近的生僻字代替一般汉字，并可能夹杂有其他网络语言用法。脑残体多见于QQ的用户名，个性签名，及论坛上的签名等，主要是使用者用以标新立异，彰显个性。

### 翻譯錯誤
常見於非中文電腦遊戲的中文版。例如：中文版的錯誤廣為知名，其中又以踢牙老奶奶最受關注。許多網路使用者將這些錯誤譏為「火星文」，台灣英寶格更被譏為「火星文研究所」。部份網路使用者認為，這是火星文最早的用法和最早的出處。

### 沒有作文格式的文句
沒有做好排版或沒加標點符號造成閱讀困難的形式。例如：
但在台灣社會中火星文的另一種解釋是指流行於台灣年輕族群中一種融合了各種語言符號來替代中文漢字的次文化用語一般來說火星文並沒有嚴謹的定義運用上也不侷限於網路用語通常只要讓人無法立即判定理解的文句皆可泛稱為火星文由於火星文是一種新出現的次文化因此在2006年1月22日23日中華民國九十五學年度大學學科能力測驗國文科試題出現火星文時而備受爭議
加點後的文章：
但在台灣社會中，火星文的另一種解釋是指「流行於台灣年輕族群中一種融合了各種語言符號來替代中文漢字」的次文化用語。一般來說，火星文並沒有嚴謹的定義，運用上也不侷限於網路用語，通常只要讓人無法立即判定理解的文句皆可泛稱為火星文。由於火星文是一種新出現的次文化，因此在2006年1月22-23日，大學學科能力測驗國文科試題出現火星文時而備受爭議。

### 混合用法
混和用法由以上各種用法組合而成，是最容易造成閱讀困難的語文方式，絕大多數被稱為「火星文」的文句都是混和用法所產生的。例如：
- 偶ㄉ電腦壞掉ㄌ害偶一整天都粉sad~ >"
或
- 苊菂電腦壞扌卓叻，嗐硪⑴整忝嘟彳艮傷吣~
譯文：我的電腦壞掉了，害我一整天都很傷心~
- 1切斗４幻ｊ，↓ｂ倒挖ｄ！
譯文：一切都是幻覺，嚇不倒我的！
- （此為巴哈姆特電玩資訊站討論區的歡樂惡搞版網友的惡搞創作[3]，文中稱「這是紐約洋基球團收到的信，FBI花了48個小時破解，還有FBI員工說這是他們一辈子碰上最難破解的信」。）
譯文：給親愛的洋基大大（註：大哥大姐簡稱）們：QQ（註：裝可愛），安安啊各位洋基大大，我愛王建民，王建民投球好帥好酷，我的爸爸媽媽也愛看王建民，拜託洋基球團各位大大不要讓王建民回去3A好嗎？不然以後我會（台）沒棒球可看ㄋㄟ（註：該音無字可用），為了看王建民，我最近都很早起床喔^Q^，以後我也要打棒球，也要打職棒，拜託你們了，波波波波（親吻的聲音），拜拜^^！

### 擴展
由於事件所引起的爭議，「火星文」這個名詞亦隨同傳媒及經常與台灣網民有接觸的人傳播到大中華的其他地區，並用來形容各自地區內的類似現象。例如：有香港人指一些喜歡使用諸如「李巧令仔」、「李巧乖乖喔」、「鵝中意」的「港女中的港女」來裝可愛的語言是火星文、外星語言。

## 火星文与关键字过滤
由于火星文的形式极富变化性，使得“火星文”一般能很容易的突破关键字过滤，有些敏感内容就容易突破。
但另一方面，一些網站（論壇等）亦會因各種原因會禁止火星文出現。游戏《劲舞团》就曾经被要求对“火星文”进行封杀。

## 教育
2006年1月22日，台灣大考中心首次將網路用語引入大學學測考題作為正規考試的一部份。該次學測的國文科考題裡，部份試題引用了夾雜網路用語的「非標準化的中文文章」作為題目，要求考生將文章改寫成「標準化」的中文。
其題目範例中出現：「3Q得Orz→（修正成）感謝得五體投地」一段。事件發生後，引起台灣社會輿論相當兩極化的反應。肯定者認為考題目的在於讓年輕人明白火星文只能於非正式聊天使用，平時還是應該使用標準中文。而否定者則認為此題有刻意打壓次文化之虞，嚴重違反了現代教育提倡應尊重不同文化，達成多元文化、社會的理念與宗旨，或認為較少接觸網路的學生（特別是偏遠地區的學生）對火星文十分陌生，而較無法應付該考題，因而衍生公平正義問題。大考中心應對此題予以送分。亦有人以為，該考題立意雖良善，但當時部份書店及文具店已開始出售火星文教材，如此出題更有鼓勵高中教火星文之虞，反無法達成大考中心原意。
2006年2月大考中心因考生正答率達九成五，因而決定不送分，之後，馬公高中將火星文列入補充教材，主要是希望讓學生知道從古文到火星文的語文演變，教導學生正確的用法。
2006年3月1日上海新修訂的「國家通用語言文字法」辦法中，明文規定，網路用語在社會交際中氾濫，影響漢語健康發展；在正式公文以及媒體上，禁止出現「粉絲」等非正式語言、禁止出現火星文用法，「粉絲」及火星文字等只用作本意表达，如「囧」字可表达“明亮有神”之本意，但不能用作“尷尬、無奈、真受不了、被打敗了”等非规范意。
這種教育考試制度爭議引起了台灣的音樂創造，以宣洩對其的不滿，歌曲《3Q得Orz》就是為此創作出來的。2006年1月22日台灣大學學科能力測驗才剛剛發生潮文出現事件，事隔不夠一星期，於2006年1月27日，《Orz（好人之歌）》的作者楊維中便於個人網誌上發表了諷刺潮文事件的《3Q得Orz》

## 外部連結
- 火星文VS典雅用語